# Bürgewald Blatzheimer Bürge
Koordinaten: 50° 53′ 36″ N, 6° 34′ 16″ O
Das Naturschutzgebiet Bürgewald Blatzheimer Bürge liegt auf dem Gebiet der Stadt Kerpen im Rhein-Erft-Kreis in Nordrhein-Westfalen.
Das aus vier Teilflächen bestehende Gebiet erstreckt sich nordwestlich der Kernstadt Kerpen und von Manheim, einem Stadtteil von Kerpen. Südlich verläuft die A 4 und östlich die B 477. Das Schutzgebiet befindet sich im Hambacher Forst, Teile des ursprünglich geschützten Gebietes sind bereits dem Tagebau zum Opfer gefallen.

## Bedeutung
Für Kerpen ist seit 1993 ein 84,85 ha großes Gebiet unter der Kenn-Nummer BM-026 als Naturschutzgebiet ausgewiesen. Die Unterschutzstellung erfolgt wegen seiner Bedeutung als Lebensstätte bestimmter wildlebender Tierarten.